# Sân vận động World Cup Jeju
Sân vận động World Cup Jeju là một sân vận động bóng đá có sức chứa 35.657 người nằm ở thành phố Seogwipo thuộc tỉnh Jeju của Hàn Quốc. Đây là sân nhà của Jeju United. Thiết kế của sân vận động có hình dạng miệng núi lửa được dựa trên môi trường tự nhiên của đảo Jeju và môi trường biển xung quanh. Mái che của Sân vận động World Cup Jeju có dạng lưới đánh bắt cá truyền thống ở Jeju. Jeju đã tổ chức một số trận đấu của Giải vô địch bóng đá thế giới 2002, sau đó khoảng 7.000 chỗ ngồi có thể di chuyển ở vị trí trên cao của khán đài phía đông được chuyển đến Sân vận động Thực hành Gangchanghak, làm cho tổng sức chứa của sân vận động chính là 35.657 chỗ ngồi. Sân cũng đã tổ chức một số trận đấu của Giải vô địch bóng đá U-20 thế giới 2017.

## Các trận đấu Giải vô địch bóng đá thế giới 2002
| Ngày                | Đội #1   | Kết quả | Đội #2     | Vòng        |
| ------------------- | -------- | ------- | ---------- | ----------- |
| 8 tháng 6 năm 2002  | Brasil   | 4–0     | Trung Quốc | Bảng C      |
| 12 tháng 6 năm 2002 | Slovenia | 1–3     | Paraguay   | Bảng B      |
| 15 tháng 6 năm 2002 | Đức      | 1–0     | Paraguay   | Vòng 16 đội |